# Sistema Internacional de Unidades

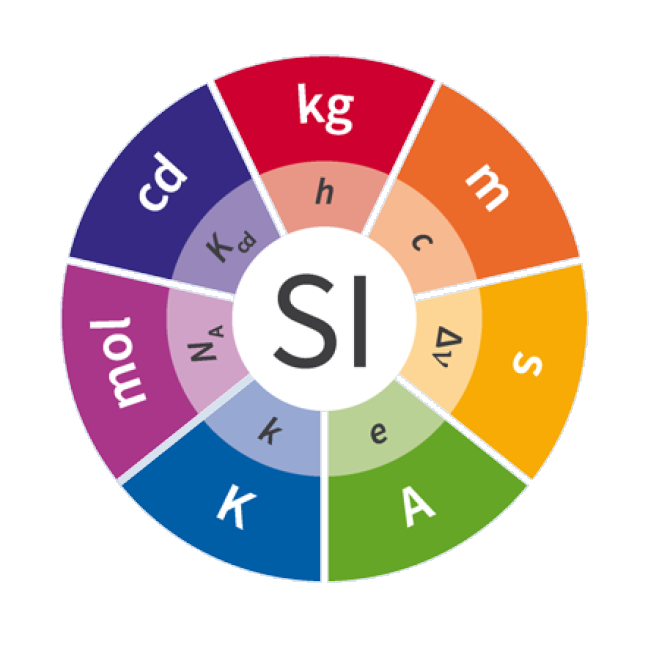
Logotipo SI con constantes definitorias.

El Sistema Internacional de Unidades (en francés Système international d'unités) o sistema internacional (SI) es un sistema constituido por siete unidades básicas: metro, kilogramo, segundo, kelvin, amperio, mol y candela, que definen las correspondientes magnitudes físicas fundamentales y que han sido elegidas por convención. Las magnitudes físicas fundamentales se complementan con dos magnitudes físicas más, denominadas suplementarias, cuyas unidades se utilizan para la medición de ángulos. Por combinación de las unidades básicas se obtienen las demás unidades, denominadas Unidades derivadas del Sistema Internacional, y que permiten definir cualquier magnitud física. Se trata de la versión moderna del sistema métrico decimal, por lo que el SI también es conocido de forma genérica como sistema métrico. Es el sistema de unidades vigente en casi todos los países del mundo.
Las unidades del SI constituyen la referencia internacional de las indicaciones de los instrumentos de medición, a las cuales están referidas mediante una concatenación ininterrumpida de calibraciones o comparaciones.
Una de las características trascendentales del SI es que sus unidades actualmente se basan en fenómenos físicos fundamentales. Esto permite construir y calibrar instrumentos similares en lugares distantes y asegurar, sin necesidad de duplicación de ensayos y mediciones, que los productos objeto de transacciones en el comercio internacional cumplan con las características requeridas y sean intercambiables.
El SI se creó en 1960 por la 11.ª Conferencia General de Pesas y Medidas, durante la cual inicialmente se reconocieron seis unidades físicas básicas (las actuales excepto el mol). El mol se añadió en 1971. Entre los años 2006 y 2009 se armonizó el Sistema Internacional de Magnitudes —a cargo de las organizaciones ISO y CEI— con el SI. El resultado es la norma ISO/IEC 80000.

## Unidades básicas
El Sistema Internacional de Unidades consta de siete unidades básicas, que expresan magnitudes físicas. A partir de estas se determinan el resto de unidades (derivadas). La última revisión del SI fue aprobada por unanimidad en la 26.ª CGPM, el 16 de noviembre de 2018, acordándose su entrada en vigor el 20 de mayo de 2019, con objeto de hacerlo coincidir con el Día Mundial de la Metrología en el que se conmemora la firma del Tratado de la Convención del Metro en 1875, el más antiguo que existe en vigor.
El SI revisado quedó definido como aquel en el que:
- la frecuencia de la transición hiperfina del estado fundamental no perturbado del átomo de cesio 133 ({\displaystyle \Delta \nu _{Cs}}) es 9 192 631 770 Hz
- la velocidad de la luz en el vacío ({\displaystyle c}) es 299 792 458 m/s
- la constante de Planck ({\displaystyle h}) es 6.626 070 15 × 10-34 J·s
- la carga elemental ({\displaystyle e}) es 1.602 176 634 × 10-19 C
- la constante de Boltzmann ({\displaystyle k}) es 1.380 649 × 10-23 J/K
- la constante de Avogadro ({\displaystyle N_{\text{A}}}) es 6.022 140 76 × 1023 mol-1
- la eficacia luminosa de la radiación monocromática de 540 × 1012 Hz ({\displaystyle K_{\text{cd}}}) es 683 lm/W

A partir de los valores anteriores se definen las siete unidades básicas.
| Unidad básica (símbolo) | Magnitud física básica [Símbolo de la magnitud] | Definición técnica | Definición derivada |
| ----------------------- | ----------------------------------------------- | --- | --- |
| segundo (s)             | tiempo [t]                                      | Se define al fijar el valor numérico de la frecuencia de la transición hiperfina del estado fundamental no perturbado del átomo de cesio 133, ΔνCs, en 9 192 631 770, cuando se expresa en la unidad Hz, igual a s−1. [ΔνCs=9 192 631 770 /s]                                                                                   | Es la duración de 9 192 631 770 periodos de la radiación correspondiente a la transición entre los dos niveles hiperfinos del estado fundamental no perturbado del átomo de cesio 133.        |
| metro (m)               | longitud [l]                                    | Se define al fijar el valor numérico de la velocidad de la luz en el vacío, c, en 299 792 458, cuando se expresa en la unidad m·s−1, según la definición del segundo dada anteriormente. [c=299 792 458 m/s] | Es la longitud del trayecto recorrido por la luz en el vacío durante un intervalo de tiempo de 1/299 792 458 de segundo.                                                                      |
| kilogramo (kg)          | masa [m]                                        | Se define al fijar el valor numérico de la constante de Planck, h, en 6.626 070 15 × 10−34, cuando se expresa en la unidad J·s, igual a kg·m²·s−1, según las definiciones del metro y el segundo dadas anteriormente. [h=6.626 070 15·10-34 kg·m²/s]                                                                            | |
| amperio (A)             | corriente eléctrica [I]                         | Se define al fijar el valor numérico de la carga elemental, e, en 1.602 176 634 × 10-19, cuando se expresa en la unidad C, igual a A·s, donde el segundo se define en función de ΔνCs. [e=1.602 176 634·10-19 A·s] | Es la corriente eléctrica correspondiente al flujo de 1/(1.602 176 634 × 10−19) = 6.241 509 074 × 1018 cargas elementales por segundo.                                                        |
| kelvin (K)              | temperatura termodinámica [T]                   | Se define al fijar el valor numérico de la constante de Boltzmann, k, en 1.380 649 × 10-23, cuando se expresa en la unidad J·K−1, igual a kg·m²·s−2·K−1, según las definiciones del kilogramo, el metro y el segundo dadas anteriormente. [k=1.380 649·10−23 kg·m²/s²/K]                                                        | Es igual a la variación de temperatura termodinámica que da lugar a una variación de energía térmica kT de 1.380 649 × 10-23 J.                                                               |
| mol (mol)               | cantidad de sustancia [N]                       | Cantidad de sustancia de exactamente 6.022 140 76 × 1023 entidades elementales. Esta cifra es el valor numérico fijo de la constante de Avogadro, NA, cuando se expresa en la unidad mol−1. [NA=6.022 140 76·1023 /mol] | Es la cantidad de sustancia de un sistema que contiene 6.022 140 76 × 1023 entidades elementales especificadas.                                                                               |
| candela (cd)            | intensidad luminosa [Iv]                        | Se define al fijar el valor numérico de la eficacia luminosa de la radiación monocromática de frecuencia 540 × 1012 Hz, Kcd, en 683, cuando se expresa en la unidad lm·W−1, igual a cd·sr·W−1, o a cd·sr·kg−1·m−2·s³, según las definiciones del kilogramo, el metro y el segundo dadas anteriormente. [Kcd=683 cd·sr/kg/m²·s³] | Es la intensidad luminosa, en una dirección dada, de una fuente que emite radiación monocromática de frecuencia 540 × 1012 Hz y tiene una intensidad radiante en esa dirección de 1/683 W/sr. |

## Unidades suplementarias
Además de las unidades básicas hay dos unidades suplementarias.
| Unidad (símbolo)    | Magnitud física | Expresión en unidades SI básicas | Definición |
| ------------------- | --------------- | -------------------------------- | --- |
| radián (rad)        | ángulo plano    | m/m=1                            | Es el ángulo plano comprendido entre dos radios de un círculo que, sobre la circunferencia de dicho círculo, interceptan un arco de longitud igual a la del radio.                                  |
| estereorradián (sr) | ángulo sólido   | m²/m²=1                          | Es el ángulo sólido que, teniendo su vértice en el centro de una esfera, intercepta sobre la superficie de dicha esfera un área igual a la de un cuadrado que tenga por lado el radio de la esfera. |

## Unidades derivadas
Mediante esta denominación se hace referencia a las unidades utilizadas para expresar magnitudes físicas que tienen una definición matemática en término de magnitudes físicas básicas. Si estas son longitud, masa, tiempo, intensidad de corriente eléctrica, temperatura, cantidad de substancia o intensidad luminosa, se trata de una magnitud básica. Todas las demás son derivadas. No se debe confundir el concepto de unidades derivadas con los de múltiplos y submúltiplos que se utilizan tanto en las unidades básicas como en las derivadas.
Las unidades derivadas coherentes son exactamente aquellas que se pueden obtener mediante una fórmula matemática que las relacione con las unidades básicas que sea de la forma
{\displaystyle \mathrm {kg} ^{a}\cdot \mathrm {m} ^{b}\cdot \mathrm {s} ^{c}\cdot \mathrm {A} ^{d}\cdot \mathrm {K} ^{f}\cdot \mathrm {mol} ^{g}\cdot \mathrm {cd} ^{h}}
donde {\displaystyle a,b,c,d,f,g,h} son números reales puros (con dimensión 1).
El número 1 se obtiene como el caso particular donde todos los exponentes son 0. Por lo tanto, 1 es la unidad derivada del SI para magnitudes de dimensión 1 (también llamadas adimensionales). Por ejemplo, la magnitud física índice de refracción tiene dimensión 1. Existen dos nombres especiales para la unidad 1: El nombre radián (símbolo: rad) se usa cuando se expresan ángulos planos; el nombre estereorradián (símbolo: sr) se usa cuando se expresan ángulos sólidos. En los demás casos no existe símbolo para la unidad 1 y la magnitud se expresa como un número puro (sin unidad explícita).
Para cualquier cantidad física, su unidad coherente correspondiente en el SI no es arbitraria sino que se deduce de la fórmula que la relaciona con otra magnitud física previamente definida.
Ejemplos:
- Unidad de volumen: metro cúbico (m³).
- Unidad de densidad: kilogramo por metro cúbico (kg/m³).
- Unidad de aceleración: La aceleración se define por a = d²x/dt². De la definición de la derivada se deduce que si x es un vector con unidad metro y t es un escalar con unidad segundo, entonces a es un vector con unidad metro dividido por el cuadrado del segundo, es decir, metro por segundo cuadrado. Simbólicamente se representa m/s².
- Unidad de fuerza: Está relacionada con la longitud y masa por la segunda ley de Newton: F = ma. La longitud es una magnitud básica con unidad metro; la aceleración se acaba de tratar en el ejemplo anterior. Usando el álgebra elemental se deduce que la unidad coherente de la fuerza es kg · m/s². Esta unidad tiene el nombre especial de newton (símbolo N).
- Unidad de energía: Se puede expresar en términos de fuerza y distancia por: E = f · l. Se deduce que la unidad coherente es el producto del newton y el metro, es decir, newton-metro (N · m); tiene el nombre especial julio (símbolo J).

### Unidades derivadas con nombres especiales
22 unidades derivadas tienen nombres especiales. Para representarlas se pueden usar estos nombres o una expresión algebraica en términos de otras unidades. En algunos casos existe la posibilidad de confusión si se usa u omite un nombre especial aunque esto sea matemáticamente correcto. Algunos ejemplos concretos son:
- El par motor tiene la misma dimensión que la energía pero son magnitudes físicas distintas. Se recomienda expresar el par motor con el newton-metro (N · m) en lugar del julio (J).
- En radiometría se recomienda usar el estereorradián como parte de la unidad cuando se involucran ángulos sólidos. Por ejemplo: para la intensidad radiante, se recomienda usar el vatio por estereorradián (W/sr) en vez del vatio (W) tal cual.
- El grado Celsius es matemáticamente igual al kelvin, pero solamente se usa para expresar diferencia de temperatura y temperatura Celsius. El kelvin solamente se usa para expresar diferencia de temperatura y temperatura termodinámica, donde el cero se corresponde con una temperatura termodinámica (absoluta) de 273.15 K. Nótese que la diferencia de temperatura se pueden expresar tanto en grados Celsius como en kelvin. La temperatura Celsius se usa solamente por motivos históricos; la magnitud fundamental es la temperatura termodinámica.

| Cantidad física                               | Unidad derivada coherente                | Unidad derivada coherente                | Unidad derivada coherente                | Unidad derivada coherente                | Unidad derivada coherente                |
| Cantidad física                               | Nombre                                   | Símbolo                                  | Expresada en otras unidades              | Expresada en unidades básicas            | Persona a quien hace referencia          |
| Unidades de geometría, mecánica y tiempo      | Unidades de geometría, mecánica y tiempo | Unidades de geometría, mecánica y tiempo | Unidades de geometría, mecánica y tiempo | Unidades de geometría, mecánica y tiempo | Unidades de geometría, mecánica y tiempo |
| --------------------------------------------- | ---------------------------------------- | ---------------------------------------- | ---------------------------------------- | ---------------------------------------- | ---------------------------------------- |
| frecuencia                                    | hercio                                   | Hz                                       | —                                        | s−1                                      | Heinrich Rudolf Hertz                    |
| fuerza                                        | newton                                   | N                                        | —                                        | m kg s−2                                 | Isaac Newton                             |
| presión                                       | pascal                                   | Pa                                       | N/m²                                     | m−1 kg s−2                               | Blaise Pascal                            |
| energía (incluyendo calor)                    | julio                                    | J                                        | N m                                      | m² kg s−2                                | James Prescott Joule                     |
| potencia y flujo radiante                     | vatio                                    | W                                        | J/s                                      | m² kg s−3                                | James Watt                               |
| Unidades electromagnéticas                    |                                          |                                          |                                          |                                          |                                          |
| carga eléctrica                               | culombio                                 | C                                        | —                                        | s A                                      | Charles-Augustin de Coulomb              |
| tensión eléctrica y diferencia de potencial   | voltio                                   | V                                        | W/A                                      | m² kg s−3 A−1                            | Alessandro Volta                         |
| capacitancia                                  | faradio                                  | F                                        | C/V                                      | m−2 kg−1 s4 A²                           | Michael Faraday                          |
| resistencia eléctrica                         | ohmio                                    | Ω                                        | V/A                                      | m² kg s−3 A−2                            | Georg Simon Ohm                          |
| conductancia eléctrica                        | siemens                                  | S                                        | A/V                                      | m−2 kg−1 s³ A²                           | Werner von Siemens                       |
| flujo magnético                               | weber                                    | Wb                                       | V s                                      | m² kg s−2 A−1                            | Wilhelm Eduard Weber                     |
| campo magnético/(densidad de flujo magnético) | tesla                                    | T                                        | Wb/m²                                    | kg s−2 A−1                               | Nikola Tesla                             |
| inductancia                                   | henrio                                   | H                                        | Wb/A                                     | m² kg s−2 A−2                            | Joseph Henry                             |
| Unidades de termodinámica y química           |                                          |                                          |                                          |                                          |                                          |
| temperatura Celsius                           | grado Celsius                            | °C                                       | —                                        | K                                        | Anders Celsius                           |
| actividad catalítica                          | katal                                    | kat                                      | —                                        | s−1 mol                                  | —                                        |
| Unidades radiológicas                         |                                          |                                          |                                          |                                          |                                          |
| actividad de un radionucleido                 | bequerelio                               | Bq                                       | —                                        | s−1                                      | Henri Becquerel                          |
| dosis absorbida                               | gray                                     | Gy                                       | J/kg                                     | m² s−2                                   | Louis Harold Gray                        |
| dosis equivalente                             | sievert                                  | Sv                                       | J/kg                                     | m² s−2                                   | Rolf Sievert                             |
| Unidades de fotometría                        |                                          |                                          |                                          |                                          |                                          |
| flujo luminoso                                | lumen                                    | lm                                       | cd sr                                    | cd 4π                                    | —                                        |
| iluminancia                                   | lux                                      | lx                                       | lm/m²                                    | m−2 cd 4π                                | —                                        |

## Unidades que no pertenecen al SI pero se aceptan para su uso dentro de este
El BIPM declara que las siguientes unidades, que no pertenecen al SI, se permiten para su uso con el SI.
| Magnitud     | Unidad            | Unidad  | Unidad                             |
| Magnitud     | Nombre            | Símbolo | Valor expresado en unidades del SI |
| ------------ | ----------------- | ------- | ---------------------------------- |
| Masa         | tonelada          | t       | 1 t = 1 Mg = 1000 kg               |
| volumen      | litro             | L, l    | 1 L = 1 dm³ = 0.001 m³             |
| superficie   | área              | a       | 1 a = 1 dam² = 100 m²              |
| superficie   | hectárea          | ha      | 1 ha = 100 a = 10 000 m²           |
| ángulo plano | grado sexagesimal | °       | 1° = (π/180) rad                   |
| ángulo plano | minuto de arco    | ′       | 1′ = (1/60)° = (π/10 800) rad      |
| ángulo plano | segundo de arco   | ″       | 1″ = (1/60)′ = (π/648 000) rad     |
| tiempo       | minuto            | min     | 1 min = 60 s                       |
| tiempo       | hora              | h       | 1 h = 60 min = 3600 s              |
| tiempo       | día               | d       | 1 d = 24 h = 86 400 s              |

## Sistema de unidades coherentes
Las siete unidades básicas del SI y las unidades derivadas coherentes forman un conjunto de unidades coherentes. Esto implica que al aplicar las fórmulas matemáticas que relacionan magnitudes físicas distintas a valores concretos no se necesitan factores de conversión.
Por ejemplo, en la mecánica clásica la energía cinética traslacional de un objeto con una rapidez {\displaystyle v} y masa {\displaystyle m} está dada por la siguiente ecuación:
{\displaystyle E={\tfrac {1}{2}}mv^{2}.}
En el caso concreto de un automóvil con m = 1500 kg y v = 20 m/s, su energía cinética es
{\displaystyle E={\tfrac {1}{2}}mv^{2}={\tfrac {1}{2}}\times 1500{\text{ kg}}\times ({\text{20 m}}/{\text{s}})^{2}=({\tfrac {1}{2}}\times 1500\times 20^{2})({\text{kg m}}^{2}/{\text{s}}^{2})=300\,000{\text{ J}}.}
Como las unidades son coherentes, no se requieren factores de conversión arbitrarios entre unidades; simplemente se multiplican los valores numéricos y las unidades por separado. En cambio, si se usaran, por ejemplo, la milla por hora para la velocidad y el kilovatio-hora para la energía se requerirían factores de conversión arbitrarios (en el sentido de que no aparecen en la ecuación física y carecen de significado físico).

## Normas ortográficas relativas a los símbolos
Los símbolos de las unidades son entes matemáticos, no abreviaturas. Por ello deben escribirse siempre tal cual están establecidos (ejemplos: «m» para metro y «A» para amperio), sin modificación alguna.
Las reglas que deben seguirse son las siguientes:
- Los símbolos de las unidades van en letra recta (no en cursiva) independientemente del tipo de letra empleada en el texto adyacente.[5][6] Esto permite diferenciarlos de las variables.
- Los prefijos forman parte de la unidad; precede al símbolo que tendría la unidad en ausencia de prefijo sin espacio intermedio. Un prefijo nunca se usa solo, y nunca se aplica más de un prefijo en una sola unidad (por ejemplo: no se debe escribir «milimicrómetro» ni «mµ»; escríbase «nanómetro» o «nm» según corresponda). Los prefijos de los submúltiplos y múltiplos hasta kilo (k) se escriben con minúscula (es incorrecto «Kg» con mayúscula); a partir de mega (M) los prefijos van en mayúscula.
- Los símbolos se escriben en minúsculas excepto si derivan de un nombre propio, en cuyo caso la primera letra es mayúscula (como W de Watt o Wb de Weber). Como excepción se permite el uso de la letra «L» como símbolo del litro para evitar la confusión con el número 1.
- El valor numérico y el símbolo de las unidades deben ir separados por un espacio y no deben quedar en líneas diferentes (es decir, es un espacio duro). Ejemplo: «50 m» es correcto; «50m» es incorrecto.[7][8]
- Al no ser abreviaturas, los símbolos no se pluralizan y no van seguidos de un punto, salvo al final de una frase. Por ejemplo, es incorrecto escribir «kgs» (pluralizado) o «kg.» (con punto). El único modo correcto de simbolizarlo es «kg».
- No se permite emplear abreviaturas en lugar de los símbolos y nombres de las unidades. Por ejemplo, todos los siguientes usos son incorrectos: «seg» (en lugar de «s» o «segundo»), mm cuad. (en lugar de «milímetro cuadrado» o «mm²»), cc (en lugar de «centímetro cúbico» o «cm³») y mps (en vez de «metro por segundo» o «m/s»). De esta forma se evitan ambigüedades y malentendidos respecto a los valores de las magnitudes.
- No se pueden mezclar símbolos de unidades con nombres de unidades en una misma expresión, pues los nombres no son entidades matemáticas y los símbolos sí. Por ejemplo: son correctos «50 kHz», «cincuenta kilohercios» y «50 kilohercios»; es incorrecto «cincuenta kHz».[9]
- Los nombres de las unidades son nombres comunes, incluso si derivan de un nombre propio; por lo tanto no se escriben con mayúscula excepto al principio de un enunciado. Ejemplo: «Expresar en newtons.» es correcto; «Expresar en Newtons.» es incorrecto. Téngase en cuenta también que los nombres de las unidades son nombres comunes que deben seguir todas las reglas gramaticales, por lo que sí se pluralizan (así tenemos pascales, vatios y julios). En nombres de las unidades de temperatura como grado Celsius (°C) o grado Fahrenheit (°F), puesto que la unidad es el grado, seguido por un atributo que es el nombre propio de quien ideó la escala, dichos apellidos van en mayúsculas. En estos casos la unidad es una palabra compuesta donde «grado» es un nombre común y el apellido la modifica. En el caso de la temperatura en kelvin, la unidad es «kelvin» (K) y no «grado Kelvin» (°K),[6] por lo que en este caso el nombre va con minúscula inicial como si fuera un nombre común, aunque el símbolo de la unidad es en mayúscula por derivar de un nombre propio.

La razón de todas estas normas es que se procura evitar malas interpretaciones: Kg, podría entenderse como kelvin-gramo, ya que «K» es el símbolo de la unidad de temperatura kelvin.
El símbolo de segundos es «s» (en minúscula y sin punto posterior), no seg, ni segs. El amperio nunca se ha de abreviar Amps., ya que su símbolo es «A» (con mayúscula y sin punto). El metro se simboliza con «m» (no Mt, ni M, ni mts.).

## Normas ortográficas referentes a los nombres
Al contrario que los símbolos, los nombres relativos a aquellos no están normalizados internacionalmente, sino que dependen de la lengua nacional donde se usen (así lo establece explícitamente la norma ISO 80000). Según el SI, se consideran siempre sustantivos comunes y se tratan como tales (se escriben con minúsculas).
Las designaciones de las unidades instituidas en honor de científicos eminentes mediante sus apellidos siguen la misma regla y muchos de ellos se adaptan al español: amperio, voltio, faradio. También son frecuentes las formas inglesas o francesas, que suelen ajustarse al nombre del científico (julio, newton), pero no siempre (voltio de Volta, faradio de Faraday).

## Normas referentes a los números
El separador decimal debe estar alineado con los dígitos. Como separador decimal se puede usar tanto el punto como la coma, según la costumbre del país, aunque la ASALE en las normas ortográficas de 2010 recomienda usar el punto decimal en el caso del español con el fin de unificar el idioma.
Para facilitar la lectura, los dígitos pueden agruparse en grupos de tres, tanto a derecha como a izquierda a partir del separador decimal, sin utilizar comas ni puntos en los espacios entre grupos. El número completo debe quedar en la misma línea (espacio duro como separador de millar). Ejemplo: 123 456 789.987 654 3.
Para este efecto, en algunos países se acostumbra a separar los miles con un punto (ejemplo: 123.456.789). Esta notación es desaconsejable y ajena a la normativa establecida en el Sistema Internacional de Unidades.

## Tabla de múltiplos y submúltiplos
| 1000n    | 10n   | Prefijo     | Símbolo     | Escala corta    | Escala larga            | Equivalencia decimal en los prefijos del Sistema Internacional | Asignación |
| -------- | ----- | ----------- | ----------- | --------------- | ----------------------- | -------------------------------------------------------------- | ---------- |
| 100010   | 1030  | quetta-     | Q           | Nonillón        | Quintillón              | 1 000 000 000 000 000 000 000 000 000 000                      | 2022       |
| 10009    | 1027  | ronna-      | R           | Octillón        | Mil cuatrillones        | 1 000 000 000 000 000 000 000 000 000                          | 2022       |
| 10008    | 1024  | yotta-      | Y           | Septillón       | Cuatrillón              | 1 000 000 000 000 000 000 000 000                              | 1991       |
| 10007    | 1021  | zetta-      | Z           | Sextillón       | Mil trillones           | 1 000 000 000 000 000 000 000                                  | 1991       |
| 10006    | 1018  | exa-        | E           | Quintillón      | Trillón                 | 1 000 000 000 000 000 000                                      | 1975       |
| 10005    | 1015  | peta-       | P           | Cuatrillón      | Mil billones            | 1 000 000 000 000 000                                          | 1975       |
| 10004    | 1012  | tera-       | T           | Trillón         | Billón                  | 1 000 000 000 000                                              | 1960       |
| 10003    | 109   | giga-       | G           | Billón          | Mil millones / Millardo | 1 000 000 000                                                  | 1960       |
| 10002    | 106   | mega-       | M           | Millón          | Millón                  | 1 000 000                                                      | 1960       |
| 10001    | 103   | kilo-       | k           | Mil / millar    | Mil / millar            | 1 000                                                          | 1795       |
| 10002/3  | 102   | hecto-      | h           | Cien / centena  | Cien / centena          | 100                                                            | 1795       |
| 10001/3  | 101   | deca-       | da          | Diez / decena   | Diez / decena           | 10                                                             | 1795       |
| 10000    | 100   | Sin prefijo | Sin prefijo | Uno / unidad    | Uno / unidad            | 1                                                              |            |
| 1000−1/3 | 10−1  | deci-       | d           | Décimo          | Décimo                  | 0.1                                                            | 1795       |
| 1000−2/3 | 10−2  | centi-      | c           | Centésimo       | Centésimo               | 0.01                                                           | 1795       |
| 1000−1   | 10−3  | mili-       | m           | Milésimo        | Milésimo                | 0.001                                                          | 1795       |
| 1000−2   | 10−6  | micro-      | µ           | Millonésimo     | Millonésimo             | 0.000 001                                                      | 1960       |
| 1000−3   | 10−9  | nano-       | n           | Billonésimo     | Milmillonésimo          | 0.000 000 001                                                  | 1960       |
| 1000−4   | 10−12 | pico-       | p           | Trillonésimo    | Billonésimo             | 0.000 000 000 001                                              | 1960       |
| 1000−5   | 10−15 | femto-      | f           | Cuatrillonésimo | Milbillonésimo          | 0.000 000 000 000 001                                          | 1964       |
| 1000−6   | 10−18 | atto-       | a           | Quintillonésimo | Trillonésimo            | 0.000 000 000 000 000 001                                      | 1964       |
| 1000−7   | 10−21 | zepto-      | z           | Sextillonésimo  | Miltrillonésimo         | 0.000 000 000 000 000 000 001                                  | 1991       |
| 1000−8   | 10−24 | yocto-      | y           | Septillonésimo  | Cuatrillonésimo         | 0.000 000 000 000 000 000 000 001                              | 1991       |
| 1000−9   | 10−27 | ronto-      | r           | Octillonésimo   | Milcuatrillonésimo      | 0.000 000 000 000 000 000 000 000 001                          | 2022       |
| 1000−10  | 10−30 | quecto-     | q           | Nonillonésimo   | Quintillonésimo         | 0.000 000 000 000 000 000 000 000 000 001                      | 2022       |